# JUTH FC
JUTH FC is een Nigeriaanse voetbalclub uit Jos. Ze spelen hun thuiswedstrijden in het Rwang Pam Stadion. In 2009 degradeerde de club uit de hoogste klasse.

## Bekende (ex-)spelers
- Uche Henry Agbo
- Kenneth Omeruo